# Розолистна къпина
Розолистната къпина (Rubus rosifolius), известна още като розолистна къпина, малина Мяо Мяо, маврицийска малина, малина на Вануату (thimbleberry Vanuatu raspberry) и bramble of the Cape е бодлив храст, родом от тропическите гори и високата открита гора на Хималаите, Източна Азия и източна Австралия.

## Разпространение
Освен в Хималаите, Източна Азия и източна Австралия, този вид малина се среща в изобилие в бразилските щати Минас Жерайс, Рио де Жанейро и на юг до Рио Гранде до Сул. Растението може да се намери и в много квартали на Сан Франциско. Това растение също расте в дивата природа в Пуерто Рико и във високопланинския край на Индонезия.
В Европа се отглежда масово в прибалтийските републики и Полша. В Украйна се среща повече в див вид. Диворастящо се шири и в африканските и австралийски земи.

## Описание
Малината Мяо Мяо е бодлив храст с ядливи плодове, достигащ максимална височина 60 см. Цялата надземна част през зимата изгнива, а напролет от коренището избиват десетки леторасти. Листата са с назъбени краища, с жлезисти власинки от двете страни на листовки. Цветовете са бели в метлички или самостоятелни. Ядливите плодове са с дължина 2 cm. Листата остават зелени, а плодовете узряват в началото на есента в Източна Австралия. Първата реколта се получава на третата-четвъртата година след засаждането на храста.

## Употреба
Въпреки че малината Мяо Мяо се култивира рядко, растението има няколко приложения. Плодът е сладък и с приятен аромат, когато се отглежда с добра почвена влага. Плодовете се продават и на пазарите в Хималаите,, но не са устойчиви на транспорт. Ползват се за конфитюри и сладка. Употребяват се и в салати с домати.
Листата се използва като лечебен билков чай за лечение на диария, менструални болки, сутрешна болест (симптом на бременността, известен като NVP) и трудови болки. Листата съдържат етерични масла.
Растението е много подходящо за жив плет, заради гъстия и бодлив храст, който оформя.

## Отглеждане
Малината Мяо Мяо има добрата издръжливост, агресивно разрастване, мразоустойчивост и невзискателност към условията ѝ на култивиране. Вирее и в България.
Растението е лесно за отглеждане, като качеството на почвата е определящо за качеството на плода. Ако почвата пресъхне, плодовете могат да опадат. През есента наземната част на малината се реже на 2 – 3 см от повърхността на почвата. През лятото се изрязват безплодните клонки. През първата зима е нужно мулчиране.

## Риск от плевели
Малината Мяо Мяо е внесена на Хавайските острови, Пуерто Рико и Френска Полинезия, където се е превърнала в екологичен плевел, поради което трябва да се обърне изключително внимание, когато се обмисля въвеждането на това растение в региони, където то не е местно.

## Синоними и сортове
- Rubus commersonnii Poir.
- Rubus coronarius
- Rubus eustephanos var. coronarius
- Rubus rosaefolius Smith
- Rubus rosifolius Smith var. coronarius Sims
- Rubus rosifolius var. commersonii
- Rubus rosifolius var. rosifolius